# Jungle Juice (cocktail)
 (mars 2025).
Motif : Pas de source secondaire, ressemble à un canular
- Archive Wikiwix
- Bing
- Cairn
- DuckDuckGo
- E. Universalis
- Gallica
- Google
- G. Books
- G. News
- G. Scholar
- Persée
- Qwant
- (zh) Baidu
- (ru) Yandex
- (wd) trouver des œuvres sur Wikidata

| 1. | Préciser le motif de la pose du bandeau. | Précisez le motif de la pose du bandeau en utilisant la syntaxe suivante : {{admissibilité à vérifier\|date=mars 2025\|motif=remplacez ce texte par le motif}}                               |
| 2. | Informer les utilisateurs concernés.     | Pensez à avertir le créateur de l'article, par exemple, en insérant le code ci-dessous sur sa page de discussion : {{subst:avertissement admissibilité à vérifier\|Jungle Juice (cocktail)}} |

 (janvier 2017).
Si vous disposez d'ouvrages ou d'articles de référence ou si vous connaissez des sites web de qualité traitant du thème abordé ici, merci de compléter l'article en donnant les références utiles à sa vérifiabilité et en les liant à la section « Notes et références ».
Le Jungle Juice est un cocktail créé par le Shaker LudooOo de passage à Paris[réf. nécessaire]. 

## Préparation
À base de vodka, jus d'orange, jus de citron et crème de cassis, bien que peu répandu, il est très apprécié des connaisseurs qui lui vouent un vrai culte.

## Homonymie
C'est aussi le nom d'un poppers fabriqué au Canada depuis les années 1980 où il est interdit à la vente. Il est fabriqué à base de nitrite d'isopropyle et a souvent été copié.[réf. nécessaire]